# Kaczory
Kaczory è un comune rurale polacco del distretto di Piła, nel voivodato della Grande Polonia.
Ricopre una superficie di 150,01 km² e nel 2007 contava 7 571 abitanti.